# Extraliga (Slowakei, Schach) 1996/97
Die Extraliga 1996/97 war die fünfte Spielzeit der slowakischen Extraliga im Schach.

## Teilnehmende Mannschaften und Modus
Am Start waren mit ŠK Slovan Bratislava, ŠK Medea Martin, ŠK Slovan Levice, ŠK Lokomotíva Trnava, ŠK Radegast Dunaj Bratislava, ŠK Tatran Prešov, ŠK Trenčín, ŠO TJ Slávia UPJŠ Košice und 1.ŠK Rimavská Sobota die ersten neun der Extraliga 1995/96 sowie als Aufsteiger ŠK Mladosť Nové Zámky, TJ Slávia CAISSA Čadca und TJ Spartak Vihorlat Snina.
Die zwölf Mannschaften spielten ein einfaches Rundenturnier an acht Brettern, über die Platzierung entschied zunächst die Anzahl der Mannschaftspunkte (zwei Punkte für einen Sieg, ein Punkt für ein Unentschieden, kein Punkt für eine Niederlage), anschließend der direkte Vergleich und danach die Anzahl der Brettpunkte (ein Punkt für eine Gewinnpartie, ein halber Punkt für eine Remispartie, kein Punkt für eine Verlustpartie). Die beiden Letzten stiegen ab und wurden durch die Sieger der beiden Staffeln der 1. liga ersetzt.
Zu den gemeldeten Mannschaftskadern der teilnehmenden Vereine siehe Mannschaftskader der Extraliga (Slowakei, Schach) 1996/97.

## Saisonverlauf
Im Titelkampf lieferten sich der Titelverteidiger ŠK Slovan Bratislava und sein Lokalrivale ŠK Radegast Dunaj Bratislava einen Zweikampf, der Dunaj durch den Sieg im direkten Vergleich vorne sah. TJ Spartak Vihorlat Snina stand vorzeitig als Absteiger fest, und auch TJ Slávia CAISSA Čadca hatte vor der letzten Runde nur geringe theoretische Chancen auf den Klassenerhalt und musste letztendlich absteigen.

## Abschlusstabelle
| Pl. | Verein                        | Sp | G | U | V  | MP    | Brett-P.  |
| --- | ----------------------------- | -- | - | - | -- | ----- | --------- |
| 01. | ŠK Radegast Dunaj Bratislava  | 11 | 7 | 3 | 1  | 17:5  | 51,0:37,0 |
| 02. | ŠK Slovan Bratislava (M)      | 11 | 6 | 1 | 2  | 17:5  | 55,0:33,0 |
| 03. | ŠK Medea Martin               | 11 | 6 | 2 | 3  | 14:8  | 50,5:37,5 |
| 04. | ŠK Trenčín                    | 11 | 4 | 5 | 2  | 13:9  | 49,5:38,5 |
| 05. | SK Lokomotíva Trnava          | 11 | 5 | 2 | 4  | 12:10 | 44,0:44,0 |
| 06. | SO TJ Slávia UPJŠ Košice      | 11 | 4 | 4 | 3  | 12:10 | 45,5:42,5 |
| 07. | ŠK Mladosť Nové Zámky (N)     | 11 | 4 | 3 | 4  | 11:11 | 45,0:43,0 |
| 08. | ŠK Slovan Levice              | 11 | 4 | 3 | 4  | 11:11 | 42,5:45,5 |
| 09. | 1.ŠK Rimavská Sobota          | 11 | 3 | 3 | 5  | 9:13  | 42,5:45,5 |
| 10. | ŠK Tatran Prešov              | 11 | 3 | 3 | 5  | 9:13  | 42,5:45,5 |
| 11. | TJ Slávia CAISSA Čadca (N)    | 11 | 2 | 2 | 7  | 6:16  | 36,0:52,0 |
| 12. | TJ Spartak Vihorlat Snina (N) | 11 | 0 | 1 | 10 | 1:21  | 24,0:62,0 |

## Entscheidungen
|     | Slowakischer Meister: ŠK Radegast Dunaj Bratislava                          |
|     | Absteiger in die 1. liga: TJ Slávia CAISSA Čadca, TJ Spartak Vihorlat Snina |
| (M) | Meister der letzten Saison                                                  |
| (N) | Aufsteiger der letzten Saison                                               |

## Kreuztabelle
| Ergebnisse | Ergebnisse                   | 01. | 02. | 03. | 04. | 05. | 06. | 07. | 08. | 09. | 10. | 11. | 12. |
| ---------- | ---------------------------- | --- | --- | --- | --- | --- | --- | --- | --- | --- | --- | --- | --- |
| 01.        | ŠK Radegast Dunaj Bratislava |     | 4½  | 3   | 4   | 5½  | 4   | 6   | 4   | 4½  | 4½  | 4½  | 6½  |
| 02.        | ŠK Slovan Bratislava         | 3½  |     | 4½  | 4½  | 5½  | 3½  | 4   | 5½  | 5½  | 5½  | 5   | 8   |
| 03.        | ŠK Medea Martin              | 5   | 3½  |     | 5½  | 3½  | 5   | 4   | 5½  | 5½  | 3   | 6   | 4   |
| 04.        | ŠK Trenčín                   | 4   | 3½  | 2½  |     | 4½  | 4   | 4½  | 4   | 4   | 4   | 7½  | 7   |
| 05.        | ŠK Lokomotíva Trnava         | 2½  | 2½  | 4½  | 3½  |     | 4½  | 2½  | 4   | 5   | 4   | 5   | 6   |
| 06.        | ŠO TJ Slávia UPJŠ Košice     | 4   | 4½  | 3   | 4   | 3½  |     | 4½  | 6   | 2½  | 4   | 4   | 5½  |
| 07.        | ŠK Mladosť Nové Zámky        | 2   | 4   | 4   | 3½  | 5½  | 3½  |     | 5½  | 4   | 2½  | 5   | 5½  |
| 08.        | ŠK Slovan Levice             | 4   | 2½  | 2½  | 4   | 4   | 2   | 2½  |     | 4½  | 5   | 4½  | 7   |
| 09.        | 1.ŠK Rimavská Sobota         | 3½  | 2½  | 2½  | 4   | 3   | 5½  | 4   | 3½  |     | 4½  | 4   | 5½  |
| 10.        | ŠK Tatran Prešov             | 3½  | 2½  | 5   | 4   | 4   | 4   | 5½  | 3   | 3½  |     | 3   | 4½  |
| 11.        | TJ Slávia CAISSA Čadca       | 3½  | 3   | 2   | ½   | 3   | 4   | 3   | 3½  | 4   | 5   |     | 4½  |
| 12.        | TJ Spartak Vihorlat Snina    | 1½  | 0   | 4   | 1   | 2   | 2½  | 2½  | 1   | 2½  | 3½  | 3½  |     |

## Die Meistermannschaft
| 1.            | ŠK Radegast Dunaj Bratislava |
| Schachfiguren | Juraj Lipka, Karol Petrík, Tomáš Likavský, Ján Dudáš, Pavel Čertek, Karol Bíro, Štefan Ďuriga, Juraj Petreje, Ladislav Začka, Stanislav Petrík, Zdeno Sukuba, Regina Pokorná, Pavol Danek, Róbert Krajňák, Ján Heinrich, Ján Hartl. |